# Bálint Mária
Bálint Mária (Debrecen, 1944. december 12. –) magyar színésznő.

## Életpályája
Színészi pályáját 1963-ban Debrecenben kezdte, az egyetemi irodalmi színpad munkájában vett részt, s tagja volt Turóczy György színjátszó csoportjának is. Több kisebb karakterszerepet kapott, s 1966-ban, meghívottként az Állami Déryné Színház  Heltai Jenő: A néma levente című produkciójában lépett fel. 1969-től a kecskeméti Katona József Színházhoz szerződött. 1971-től a Veszprémi Petőfi Színház társulatának volt a tagja. 

„Játszhattam Latinovits Zoltánnal két produkcióban is, és láttam őt rendezni. Rendezőnek is, partnernek is nagyszerű volt, kivételes. Azt hiszem, sehol annyit nem tanultam, mint Veszprémben, és épp Latinovitstól. Egyébként is kellemes szerepemlékeim vannak erről a helyről: mindenekelőtt A helység kalapácsának kisbírónéja. Mint meghívott vendég Veszprémből jártam le Békéscsabára, a Légy jó mindhalálig Bella kisasszonyának szerepét kaptam meg, és Kecskemétre, ahol életem talán legnehezebb feladatát kaptam. Az Ők négyen című drámában, az első felvonásban, kilencéves gyereket kellett eljátszanom.”

1978-tól a debreceni Csokonai Színház színésznője, 1989-től rendezőasszisztensként is dolgozott.

## Fontosabb színházi szerepei
- William Shakespeare: A makrancos hölgy... Özvegyasszony
- William Shakespeare: Macbeth... III. boszorkány
- Johann Nepomuk Nestroy: Lumpáciusz Vagabundusz vagy a három jómadár... Bébi, a grófné másik lánya
- Carlo Goldoni: Csetepaté Chioggiában... Chanoccia, sütőtökárus
- Bertolt Brecht: A kaukázusi krétakör... Dajka
- Bertolt Brecht: Koldusopera... Öreg kurva
- Arthur Miller: Az ügynök halála... Letta
- Makszim Gorkij: Kispolgárok... Egy asszony
- Borisz Lvovics Vasziljev: Csendesek a hajnalok... Marja Jegorovna, falusi asszony
- Mark Twain: Tom Sawyer mint detektív... Mrs. Ward
- William Somerset Maugham: Imádok férjhez menni!... Mrs. Pogson, szakácsnő
- Brandon Thomas: Charley nénje... Diana
- Claude Magnier: Oscar... Charlotte
- John Whiting: Ördögök... Klára nővér
- Petőfi Sándor: A helység kalapácsa... Kisbíróné
- Móricz Zsigmond: Légy jó mindhalálig... Bella
- Mikszáth Kálmán: A Noszty fiú esete Tóth Marival... Velkovics Rozi
- Remenyik Zsigmond: Vén Európa Hotel... Siminszkyné
- Heltai Jenő: A néma levente... Monna Mea
- Szép Ernő: Május... A pereces
- Barta Lajos: A sötét ház... Bora, János édesanyja, barakklakó
- Háy Gyula: Tiszazug... Özvegy Nátliné
- Örkény István: Pisti a vérzivatarban... Első fiatal nő
- Dobozy Imre: A tizedes meg a többiek... Erdészné
- Karinthy Ferenc: Budapesti tavasz... Bíró Mari
- Karinthy Ferenc: Ősbemutató... Joli, titkárnő
- Csurka István: Döglött aknák... Ápolónő
- Szabó Magda: Régimódi történet... Nánássyné
- Tóth-Máthé Miklós: A fekete ember... Sarolta
- Kálmán Imre: Csárdáskirálynő... Krisztina grófnő
- Ábrahám Pál: Bál a Savoyban... Lili
- Hervé: Nebáncsvirág... Szilvia, színésznő

## Filmek, tv
- Rózsa Sándor (1971)
- Buborékok (1983)
- Pánik (2008)
- Pál Adrienn (2010)
- Fla5h (sorozat) 1. rész (2011)